# Outlaws of the Desert
Outlaws of the Desert è un film del 1941 diretto da Howard Bretherton.
È un western statunitense ambientato in Arabia Saudita con William Boyd, Andy Clyde e Brad King. È uno degli oltre 60 film western facenti parte della serie con protagonista Hopalong Cassidy (interpretato da Boyd), personaggio creato dallo scrittore Clarence E. Mulford in una serie di racconti brevi e romanzi pubblicati a partire dal 1904. Il film fu un tentativo della produzione di staccare il personaggio di Hopalong dall'usuale ambientazione western.

## Produzione
Il film, diretto da Howard Bretherton su una sceneggiatura di J. Benton Cheney e Bernard McConville, fu prodotto da Harry Sherman tramite la Harry Sherman Productions e girato nelle Alabama Hills a Lone Pine e presso le Buttercup Dunes, contea di Imperial, in California, da fine maggio all'inizio di giugno 1941. Il titolo di lavorazione fu The Sheik of Buffalo Butte.

## Distribuzione
Il film fu distribuito negli Stati Uniti dal 1º novembre 1941 al cinema dalla Paramount Pictures.
Altre distribuzioni:
- in Danimarca il 29 aprile 1949 (Ørken-Banditterne)
- in Germania Ovest nel 1951 (Araber, Beduinen und Betrüger)
- in Brasile (Três Vaqueiros na Arábia)
- in Grecia (Gypes tis erimou)